# Verbandsgemeinde Daaden-Herdorf
La comunità amministrativa Daaden-Herdorf (Verbandsgemeinde Daaden-Herdorf) si trova nel circondario di Altenkirchen (Westerwald) nella Renania-Palatinato, in Germania.
La comunità amministrativa è stata costituita nel 2014 dalla fusione della comunità amministrative di 
Daaden con la città di Herdorf e comprende 10 comuni.

## Comuni
Fanno parte della comunità amministrativa i seguenti comuni:
| Comune, città                   | Sup. (km²) | Abitanti |
| ------------------------------- | ---------- | -------- |
| Daaden, città                   | 19,56      | 4 199    |
| Derschen                        | 7,10       | 951      |
| Emmerzhausen                    | 7,07       | 654      |
| Friedewald                      | 7,10       | 1 090    |
| Herdorf, città                  | 18,01      | 6 615    |
| Mauden                          | 1,74       | 117      |
| Niederdreisbach                 | 4,16       | 875      |
| Nisterberg                      | 4,54       | 352      |
| Schutzbach                      | 1,26       | 369      |
| Weitefeld                       | 8,49       | 2 249    |
| Verbandsgemeinde Daaden-Herdorf | 79,02      | 17 471   |

(Abitanti al 31 dicembre 2021)